# 배급 (물자)

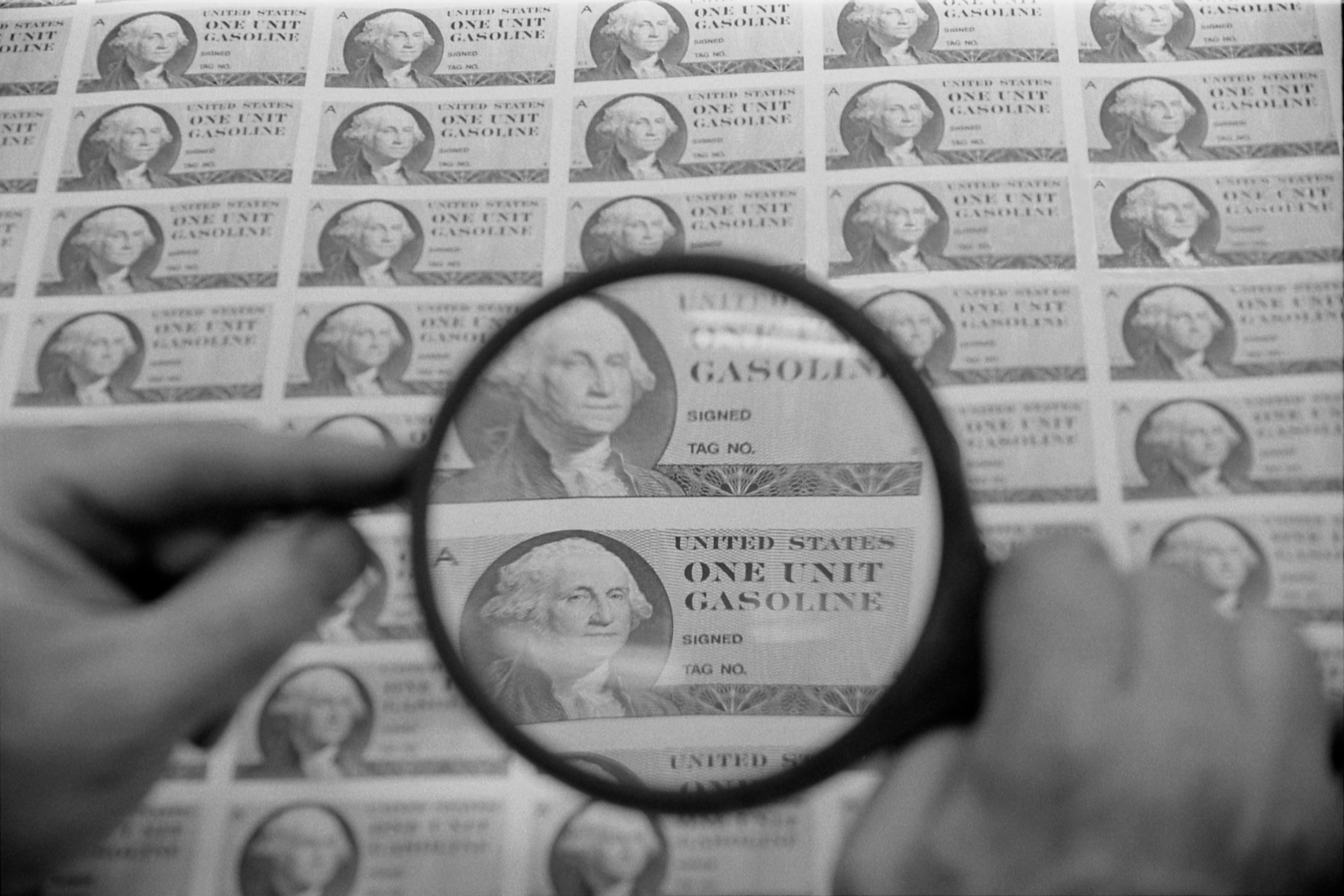

배급(配給)은 국가 등의 공권력이 특정 정책 목적을 위해 특정 물자를 유통하는 구조와 제도를 말한다.
배급은 부족한 자원, 상품, 서비스를 통제하여 분배하거나 수요를 인위적으로 제한하는 것이다. 배급은 특정 날짜 또는 특정 시간에 분배되는 자원의 허용된 부분인 배급의 크기를 제어한다. 배급에는 다양한 형태가 있지만 가격에 따른 배급이 가장 널리 퍼져 있다.
제한이 없는 시장에서 수요와 공급 과정에 따라 결정되는 시장 청산 가격보다 낮은 가격을 유지하기 위해 배급이 종종 수행된다. 따라서 배급은 가격통제를 보완할 수 있다. 가격 상승에도 불구하고 배급을 실시한 사례는 1973년 에너지 위기 당시 휘발유 배급이 있었던 여러 국가에서 일어났다.
시장을 청산하는 것보다 가격을 낮게 설정하는 이유는 부족이 발생하여 시장 가격이 매우 높아질 수 있기 때문일 수 있다. 특히 생필품의 경우 높은 가격은 이를 감당할 수 없는 사람들에게는 바람직하지 않는다. 그러나 전통주의 경제학자들은 높은 가격이 희소한 자원의 낭비를 줄이는 동시에 더 많이 생산할 유인을 제공한다고 주장한다.
배급인지를 이용한 배급은 비가격 배급의 한 종류일 뿐이다. 예를 들어, 대기열을 사용하여 부족한 제품을 배분할 수 있다. 예를 들어, 놀이공원에서는 입장료를 지불하고 놀이기구를 타는데는 비용을 지불할 필요가 없다. 마찬가지로, 도로 통행 가격이 책정되지 않은 경우 도로 접근은 선착순으로 이루어지며, 이는 혼잡을 초래한다.
배급을 도입하는 당국은 암시장에서 불법적으로 판매되는 배급 상품을 처리해야 하는 경우가 많다. 심각한 소비재 부족에 직면한 사회에서 유일하게 실행 가능한 옵션으로 배급 시스템이 때때로 필요하다는 사실에도 불구하고, 개인 소비에 제한을 가하기 때문에 일반적으로 일반 대중에게는 극도로 인기가 없다.

## 같이 보기
- 보편적 기본소득
- 푸드뱅크
- 배급표